# Alfred Vulpian
Edmé Félix Alfred Vulpian, född 5 januari 1826 i Paris, död där 18 maj 1887, var en fransk läkare.
Vulpian blev ledamot av Académie de médecine 1866 samt kallades 1867 till professor i patologisk anatomi vid École de médecine och läkare vid Hôpital de la Charité. Han blev 1875 dekanus vid medicinska fakulteten samt 1876 ledamot av Académie des sciences.